# Ernesto d'Assia-Rheinfels
Ernesto d'Assia-Rheinfels (Kassel, 8 dicembre 1623 – Colonia, 2 maggio 1693) è stato langravio d'Assia-Rheinfels dal 1649 al 1693 e langravio d'Assia-Rotenburg dal 1658 al 1693.

## Biografia
Figlio di Maurizio d'Assia-Kassel e di Giuliana di Nassau-Dillenburg, Ernesto fu istruito secondo i costumi della religione calvinista, cogliendo anche l'occasione nella sua giovinezza di compiere viaggi d'istruzione in Francia ed in Italia. Egli assistette in seguito alla riconquista Katznelnbogen da parte delle truppe della Langravia Amalia Elisabetta d'Assia-Kassel, che nel 1647 venne integrata nell'Assia-Kassel. Le relazioni tra la linea d'Assia-Rheinfels e quella d'Assia-Kassel divennero estremamente tese. Le regole di successione furono regolate alcuni anni più tardi, ma i litigi politici e giuridici continuarono a creare non pochi problemi tra le due casate. Circa la religione, Ernesto I fu un Langravio piuttosto tollerante. Il 6 gennaio 1652, a Colonia, Ernesto si convertì con tutta la famiglia al cattolicesimo, evento che peraltro accentuò gli scontri con la calvinista Assia-Kassel. Fu l'autore di un'opera di orientamento pacifista, la Catholique discret, in cui si auspicava la creazione di un tribunale della "Società dei Sovrani" con sede a Lucerna.
Per sua volontà, alla sua morte, (avvenuta nel 1693 a Colonia, dove ormai si era trasferito con tutta la famiglia) venne sepolto nella chiesa di Bornhofen.

## Matrimonio e figli
Nel giugno del 1647, Ernesto sposò Maria Eleonora di Solms-Hohensolms (1632-1689).
L'unione diede due eredi:
- Guglielmo, Langravio d'Assia-Rotenburg
- Carlo (1649-1711), Langravio d'Assia-Wanfried dal 1693 al 1711, e che nel 1669 sposò Sofia di Salm (1649-1675), (figlia del Conte Eric di Salms).

Nel 1690, Ernesto sposò morganaticamente Alessandrina de Durnizi (morta nel 1754).

## Ascendenza
|                               |                                  |                                   | Genitori                       |  |  | Nonni |  |  | Bisnonni          |  |  | Trisnonni            |  |
|                               |                                  |                                   |                                |  |  |       |  |  | Filippo I d'Assia |  |  | Guglielmo II d'Assia |  |
|                               |                                  |                                   |                                |  |  |       |  |  | Filippo I d'Assia |  |  | Guglielmo II d'Assia |  |
|                               |                                  | Anna di Meclemburgo-Schwerin      |                                |  |  |       |  |  | Filippo I d'Assia |  |  |                      |  |
| Guglielmo IV d'Assia-Kassel   |                                  |                                   |                                |  |  |       |  |  | Filippo I d'Assia |  |  |                      |  |
|                               |                                  | Cristina di Sassonia              | Giorgio di Sassonia            |  |  |       |  |  |                   |  |  |                      |  |
|                               |                                  | Cristina di Sassonia              | Giorgio di Sassonia            |  |  |       |  |  |                   |  |  |                      |  |
|                               |                                  | Cristina di Sassonia              | Barbara Jagellona              |  |  |       |  |  |                   |  |  |                      |  |
| Maurizio d'Assia-Kassel       |                                  | Cristina di Sassonia              |                                |  |  |       |  |  |                   |  |  |                      |  |
|                               |                                  | Cristoforo di Württemberg         | Ulrico di Württemberg          |  |  |       |  |  |                   |  |  |                      |  |
|                               |                                  | Cristoforo di Württemberg         | Ulrico di Württemberg          |  |  |       |  |  |                   |  |  |                      |  |
|                               |                                  | Cristoforo di Württemberg         | Sabina di Baviera              |  |  |       |  |  |                   |  |  |                      |  |
| Sabina di Württemberg         |                                  | Cristoforo di Württemberg         |                                |  |  |       |  |  |                   |  |  |                      |  |
|                               |                                  | Anna Maria di Brandeburgo-Ansbach | Giorgio di Brandeburgo-Ansbach |  |  |       |  |  |                   |  |  |                      |  |
|                               |                                  | Anna Maria di Brandeburgo-Ansbach | Giorgio di Brandeburgo-Ansbach |  |  |       |  |  |                   |  |  |                      |  |
|                               |                                  | Anna Maria di Brandeburgo-Ansbach | Edvige di Münsterberg-Oels     |  |  |       |  |  |                   |  |  |                      |  |
| Ernesto d'Assia-Rheinfels     |                                  | Anna Maria di Brandeburgo-Ansbach |                                |  |  |       |  |  |                   |  |  |                      |  |
|                               | Giovanni VI di Nassau-Dillenburg | Guglielmo I di Nassau-Dillenburg  |                                |  |  |       |  |  |                   |  |  |                      |  |
|                               | Giovanni VI di Nassau-Dillenburg | Guglielmo I di Nassau-Dillenburg  |                                |  |  |       |  |  |                   |  |  |                      |  |
|                               | Giovanni VI di Nassau-Dillenburg | Giuliana di Solberg-Wernigerode   |                                |  |  |       |  |  |                   |  |  |                      |  |
| Giovanni VII di Nassau-Siegen | Giovanni VI di Nassau-Dillenburg |                                   |                                |  |  |       |  |  |                   |  |  |                      |  |
|                               |                                  | Elisabetta di Leuchtenberg        | …                              |  |  |       |  |  |                   |  |  |                      |  |
|                               |                                  | Elisabetta di Leuchtenberg        | …                              |  |  |       |  |  |                   |  |  |                      |  |
|                               |                                  | Elisabetta di Leuchtenberg        | …                              |  |  |       |  |  |                   |  |  |                      |  |
| Giuliana di Nassau-Dillenburg |                                  | Elisabetta di Leuchtenberg        |                                |  |  |       |  |  |                   |  |  |                      |  |
|                               |                                  | Filippo IV di Waldeck             | Enrico VIII di Waldeck         |  |  |       |  |  |                   |  |  |                      |  |
|                               |                                  | Filippo IV di Waldeck             | Enrico VIII di Waldeck         |  |  |       |  |  |                   |  |  |                      |  |
|                               |                                  | Filippo IV di Waldeck             | Giovanna di Nassau-Dillenburg  |  |  |       |  |  |                   |  |  |                      |  |
| Maddalena di Waldeck          |                                  | Filippo IV di Waldeck             |                                |  |  |       |  |  |                   |  |  |                      |  |
|                               |                                  | Jutta di Isenburg                 | …                              |  |  |       |  |  |                   |  |  |                      |  |
|                               |                                  | Jutta di Isenburg                 | …                              |  |  |       |  |  |                   |  |  |                      |  |
|                               |                                  | Jutta di Isenburg                 | …                              |  |  |       |  |  |                   |  |  |                      |  |
|                               |                                  | Jutta di Isenburg                 |                                |  |  |       |  |  |                   |  |  |                      |  |